# Биржевая заявка
Биржевая заявка — это инструкции клиента брокеру на покупку или продажу инструментов на бирже.

## Информация по заявке
В заявке на биржевую сделку указывается следующая информация:
- торговый код участника
- срок действия заявки
- тип заявки (рыночная, стоп, стоп-лимитная, лимитная)
- обозначение инструмента, относительно которого заключается сделка (ценная бумага или срочный биржевой контракт)
- цена
- количество ценных бумаг или срочных биржевых контрактов
- направление сделки: покупка или продажа
- контрагент — указывается для случая адресной заявки
- указание на сделку РЕПО — если заключается сделка РЕПО
- указание на заключение сделки с целью хеджирования — данный признак используется при заключении сделки на рынке срочных контрактов

## Типы заявок

### Рыночная заявка
Рыночная заявка — это заявка на покупку или продажу, которая должна быть выполнена брокером немедленно по текущей рыночной цене. Как только найдутся готовые продавцы или покупатели, рыночная заявка должна быть выполнена.

##### Пример
Жанна решила, что она хотела бы купить 10 акций компании Х. Текущая рыночная цена — 3 $ за акцию. Она звонит своему брокеру и инициирует маркет-ордер (рыночную заявку). Брокер начинает транзакцию на поиск продавца.
Сегодня это делается электронным образом, то есть продавец находится практически моментально. Даже если рыночная цена акции — 3 $, продавец может запрашивать другую цену. Брокер инициирует заявку по запрашиваемой цене.
Жанна не уточнила, сколько она собирается заплатить — она только сказала брокеру, что хочет 10 акций.

### Лимитная заявка
Лимитная заявка — это заявка на покупку (продажу) финансового инструмента по цене не более (не менее) указанной. Обычно лимитная заявка на покупку устанавливается ниже текущей рыночной цены (оговаривается максимальная цена, которую трейдер готов заплатить), а на продажу — выше текущей рыночной цены (устанавливается минимальная цена, за которую продавец согласен продать). Такая заявка предоставляет клиенту некоторый контроль над ценой, по которой должна совершиться сделка, но может помешать выполнению заявки.

### Заявка с условиями
Заявка с условиями — это любая заявка, кроме лимитной заявки, которая требует от брокера выполнения указанных условий.

#### Стоп-заявки
Стоп-заявки — это заявки на покупку (продажу) финансового инструмента в том случае, если цена финансового инструмента пересекает снизу вверх указанную стоп-цену. Когда указанная цена достигнута, стоп-заявка выходит на рынок как рыночная заявка, это означает, что сделка обязательно будет выполнена, но не обязательно на уровне или рядом с достигнутой ценой, особенно когда заказ размещён в условиях быстро меняющегося рынка или недостаточности доступной ликвидности по отношению к размеру заказа.
Лимитная стоп-заявка предполагает указание цены-стоп (сделка совершается) и цены-лимита. При достижении уровня цены-стоп заявка становится лимитной.

### Адресная заявка
Адресная биржевая заявка — заявка на сделку с указанием контрагента, с которым планируется заключение сделки. Если от контрагента поступает встречная заявка, то такая сделка заключается и участники сделки получают в тикете сделки информацию о том, что контрагентом по сделке выступает не биржа, а другой контрагент. Как правило, такие сделки заключаются в режиме переговорных сделок (РПС).

### Ограниченные временем
Однодневная заявка — это рыночная или лимитная заявка, которая действует с момента выставления до окончания дня торговой сессии.
Для рынка ценных бумаг время закрытия определяется биржей.
Good-till-cancelled заявка — заявки, требующие специфической отмены, которая может ожидаться бесконечно (хотя брокерами может установливаться некоторый предел, например, 90 дней).
Immediate-or-cancel заявка (IOC) — заявка, исполняющаяся немедленно или отменяющаяся биржей. В отличие от FOK- (fill or kill) заявки, IOC-ордера допускают частичное исполнение.
Fill-or-kill-заявка (FOK) — обычно лимитные заявки, которые должны быть исполнены или отменены немедленно. В отличие от IOC-заявок, FOK-заявки требуют всего заявленного количества для исполнения.
В сочетании с инструкциями на цену это даёт нам «market on close» (MOC), «market on open» (MOO), «limit on close» (LOC) и «limit on open» (LOO). Например, market-on-open заявка гарантирует получение цены открытия, что бы ни было. Покупка limit-on-open заявки будет исполнена, если цена открытия ниже, и не выполнится, если цена открытия выше, и может или не может быть выполнена, если цена открытия совпадает.